# دونالد أوكونور
دونالد أوكونور (بالإنجليزية: Donald O'Connor)‏ (مواليد 28 أغسطس 1925 - الوفاة 27 سبتمبر 2003) هو ممثل أمريكي بدأ مسيرته الفنية عام 1937. كما أنه من الفائزين بجائزة إيمي وجائزة غولدن غلوب.

## الأعمال
- ادعني مدام
- فرايجر
- المربية

## وصلات خارجية
- دونالد أوكونور على موقع IMDb (الإنجليزية)
- دونالد أوكونور على موقع الموسوعة البريطانية (الإنجليزية)
- دونالد أوكونور على موقع روتن توميتوز (الإنجليزية)
- دونالد أوكونور على موقع ألو سيني (الفرنسية)
- دونالد أوكونور على موقع ميوزك برينز (الإنجليزية)
- دونالد أوكونور على موقع أول موفي (الإنجليزية)
- دونالد أوكونور على موقع قاعدة بيانات برودواي على الإنترنت (الإنجليزية)
- دونالد أوكونور على موقع قاعدة بيانات الأفلام السويدية (السويدية)
- دونالد أوكونور على موقع إن إن دي بي (الإنجليزية)
- دونالد أوكونور على موقع ديسكوغز (الإنجليزية)